# ディティ
ディティ（दिति Diti）は、インド神話に登場する女性である。ダクシャの娘の1人であるとともに、カシュヤパ仙の妻の1人であり、ヒラニヤークシャ、ヒラニヤカシプ、マルト神群、シンヒカーの母。ヒラニヤークシャとヒラニヤカシプはダイティヤ（「ディティの息子たち」の意）と呼ばれるアスラ族の祖となったので、ディティはダイティヤ族の母ともいうべき存在である。

## 名称
『リグ・ヴェーダ』でディティという言葉は数回登場するが、固有名詞らしいのは7.15のみである。しかしこの箇所のディティはバガやサヴィトリと並列されていて、アディティの姉妹というよりは子供と考えられる。ディティはおそらくaditiのa-を否定の接頭辞と解釈して言葉遊び的に考案された語である。これは神々をスラと呼ぶ（アスラから逆成）のと同様である。
『ラーマーヤナ』巻3ではダクシャの60人の娘のうちアディティ、ディティ、ダヌらの8人がカシュヤパと結婚した。アディティはアーディティヤ12神、ヴァス8神、ルドラ11神、アシュヴィン双神の33神を生み、いっぽうディティやダヌはアスラを生んだとする。

## 神話
ディティの子供たちの中で有力なアスラ王であったヒラニヤークシャとヒラニヤカシプの前世はヴィシュヌ神に仕える門番ジャヤとヴィジャヤであった。彼らは聖仙サナカに非礼であったので、サナカの呪いによってアスラとして女神ディティの子として転生したとされる。
またマルト神群もディティから生まれたといわれる。それによるとヒラニヤークシャとヒラニヤカシプがヴィシュヌ神に殺されたとき、ディティはその責任がヴィシュヌに助けを求めたインドラ神にあると考えた。そこでインドラを倒せる息子を得るために厳しい苦行を行った。これを知ったインドラがディティに和解を申し入れ、彼女に仕えたいと言った。そして彼女が苦行に疲れてぐったりしている隙に彼女の胎内に入り込み、ヴァジュラで胎児を切り裂いた。その結果、胎児は49のマルト神群となって生まれてきたという。